# Loflammia
Loflammia är ett släkte av lavar. Loflammia ingår i familjen Ectolechiaceae, ordningen Lecanorales, klassen Lecanoromycetes, divisionen sporsäcksvampar och riket svampar.
|           | Lopadium                                                                    |
|           |                                                                             |
|           | Sporopodium                                                                 |
|           |                                                                             |
|           | Loflammiopsis                                                               |
|           |                                                                             |
|           | Calopadiopsis                                                               |
|           |                                                                             |
|           | Tapellariopsis                                                              |
|           |                                                                             |
|           | Pseudocalopadia                                                             |
|           |                                                                             |
| Loflammia | \| \| Loflammia gabrielis \| \| \| \| \| \| Loflammia epiphylla \| \| \| \| |
|           | \| \| Loflammia gabrielis \| \| \| \| \| \| Loflammia epiphylla \| \| \| \| |
|           | Sporopodiopsis                                                              |
|           |                                                                             |
|           | Tapellaria                                                                  |
|           |                                                                             |
|           | Lasioloma                                                                   |
|           |                                                                             |
|           | Pyrenotrichum                                                               |
|           |                                                                             |
|           | Calopadia                                                                   |
|           |                                                                             |
|           | Logilvia                                                                    |
|           |                                                                             |
|           | Barubria                                                                    |
|           |                                                                             |
|           | Badimia                                                                     |
|           |                                                                             |
|           | Loflammia gabrielis                                                         |
|           |                                                                             |
|           | Loflammia epiphylla                                                         |
|           |                                                                             |

|  | Loflammia gabrielis |
|  |                     |
|  | Loflammia epiphylla |
|  |                     |